# 大中寺 (沼津市)
大中寺（だいちゅうじ）は、静岡県沼津市にある臨済宗妙心寺派の寺院。山号は沢田山。本尊は不動明王。梅の名所として有名。駿河梅花文学賞を主催していた。

## 歴史
寺伝によれば開山は夢窓疎石で、鎌倉時代末期の正和2年（1313年）、夢窓が愛鷹山（沼津市北方）に営んだ草庵を移して寺にしたものという。夢窓の来訪以前には真言宗寺院であったとの伝えもあり、現在も禅寺としては珍しく、密教系の不動明王を本尊とする。

## 伽藍
- 鐘楼門 - 入母屋造の楼門で、上層を鐘楼とする。天保12年（1841年）の建立。
- 恩香殿 - 明治42年（1909年）建立。観梅のため皇族が滞在した際に使用された。国の登録有形文化財（建造物）
- 通玄橋 - 国の登録有形文化財（建造物）

## 所在地
静岡県沼津市中沢田457

## 交通アクセス
- JR東海道本線沼津駅から徒歩20分